# Roter Graben (Große Röder)
Der Rote Graben ist ein Wasserlauf in Sachsen. Er entspringt nordöstlich des Dresdner Stadtzentrums am Dachsenberg in der Dresdner Heide auf einer Höhe von etwa 260 Metern. In nördlicher Richtung fließt er zunächst durch die Dresdner Ortschaften Langebrück und Schönborn. Jenseits der Stadtgrenze mündet er schließlich in Grünberg in die Große Röder.